# Katrina Johnston-Zimmerman
Katrina Johnston-Zimmerman és una antropòloga urbana que treballa per crear millors ciutats per a les persones a través de l'òptica de l'antropologia.
Com a antropòloga, té curiositat per les persones i per saber per què els humans es comporten com ho fan, tant a la societat com als espais. Com a urbanista, l'apassionen les ciutats, els hàbitats fabricats únics, i com es poden millorar mentalment i físicament.
Ha construït la seva carrera al voltant de l'especialització del comportament a l'espai públic: observant les interaccions entre les persones i l'entorn construït als espais entre edificis.
S'ha proposat defensar aquest canvi de pensament cap a un enfocament més humanista de la construcció i la gestió de les nostres ciutats. Amb tantes idees sobre ciutats "intel·ligents" centrades en la tecnologia. Espera que mitjançant una mesura significativa, un disseny basat en l'evidència i una intenció humanista, es creïn millors ciutats per a tothom.
Ha treballat com a responsable de comunicacions a Project for Public Spaces, com a antropòloga urbana per a l'empresa City ID de recerca de camins, com a responsable de projectes a l'Institut Lindy d'Innovació Urbana i en diverses funcions de recerca i educació en un àmbit acadèmic i no acadèmic.
Té una llicenciatura en antropologia per la Universitat Estatal d'Arizona i un màster en estudis urbans per la Universitat Estatal de Portland amb un enfocament a l'espai públic.
Va ser nomenada a la llista de les 100 Dones de la BBC l'any 2019.